# Abu Hubajlat
Abu Hubajlat (arab. أبو حبيلات) – wieś w Syrii, w muhafazie Hama. W 2004 roku liczyła 299 mieszkańców.